# كنز الشجاعية
كنز الشجاعية (بالانجليزية: Treasure of Shujaiya) كشف أثري تم العثور عليه أثناء أعمال الحفريات في حي الشجاعية بمدينة غزة - فلسطين سنة 2015م.
يتكون من عشرات القطع الفضية العثمانية والأسبانية التي كانت محفوظة في جرتين فخاريتين مدفونتين على عمق بضعة أمتار تحت شارع بغداد بحي الشجاعية في غزة.

## الدراسة والتوثيق
تم دراسة وتوثيق الكنز ومسكوكاته بواسطة الفلسطينيين، وأشار الباحث الأكاديمي الذي فحص المسكوكات إلى أن الكنز يتكون الكثير من النقود الأجنبية ونقود تعود للعهد العثماني يبلغ عددها حوالي (56) قطعة، منها (54) قطعة إسبانية تعود لفترة حكم الملك فيليب الخامس (1700-1746م)، وقطعتان تعودان للعهد العثماني في الفترة التي حكم فيها السلطان محمود الأول بن مصطفى الثاني من (1730-1754م)، ثم تم حفظه لدى وزارة السياحة والآثار في غزة.

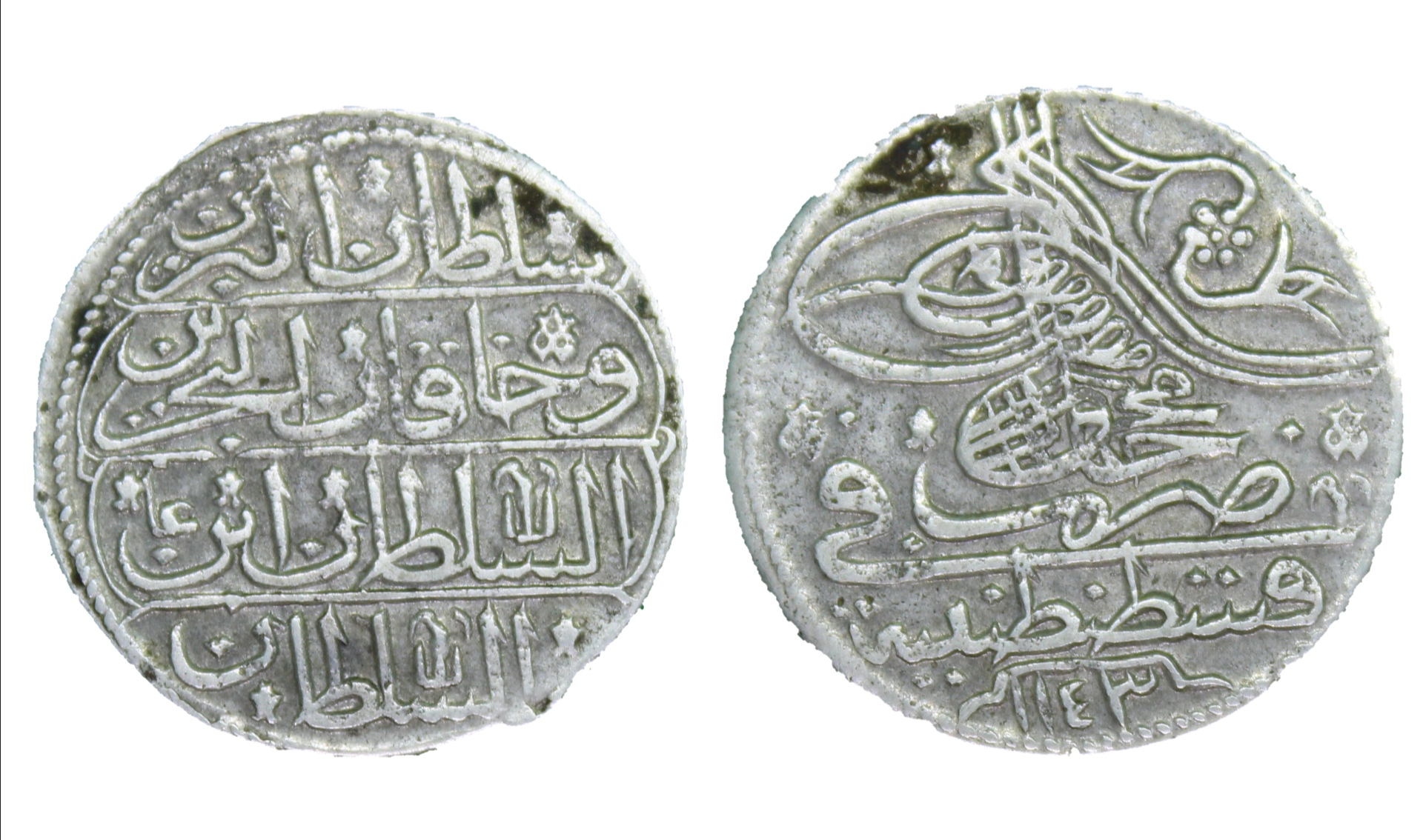
قطعة نقدية فضية

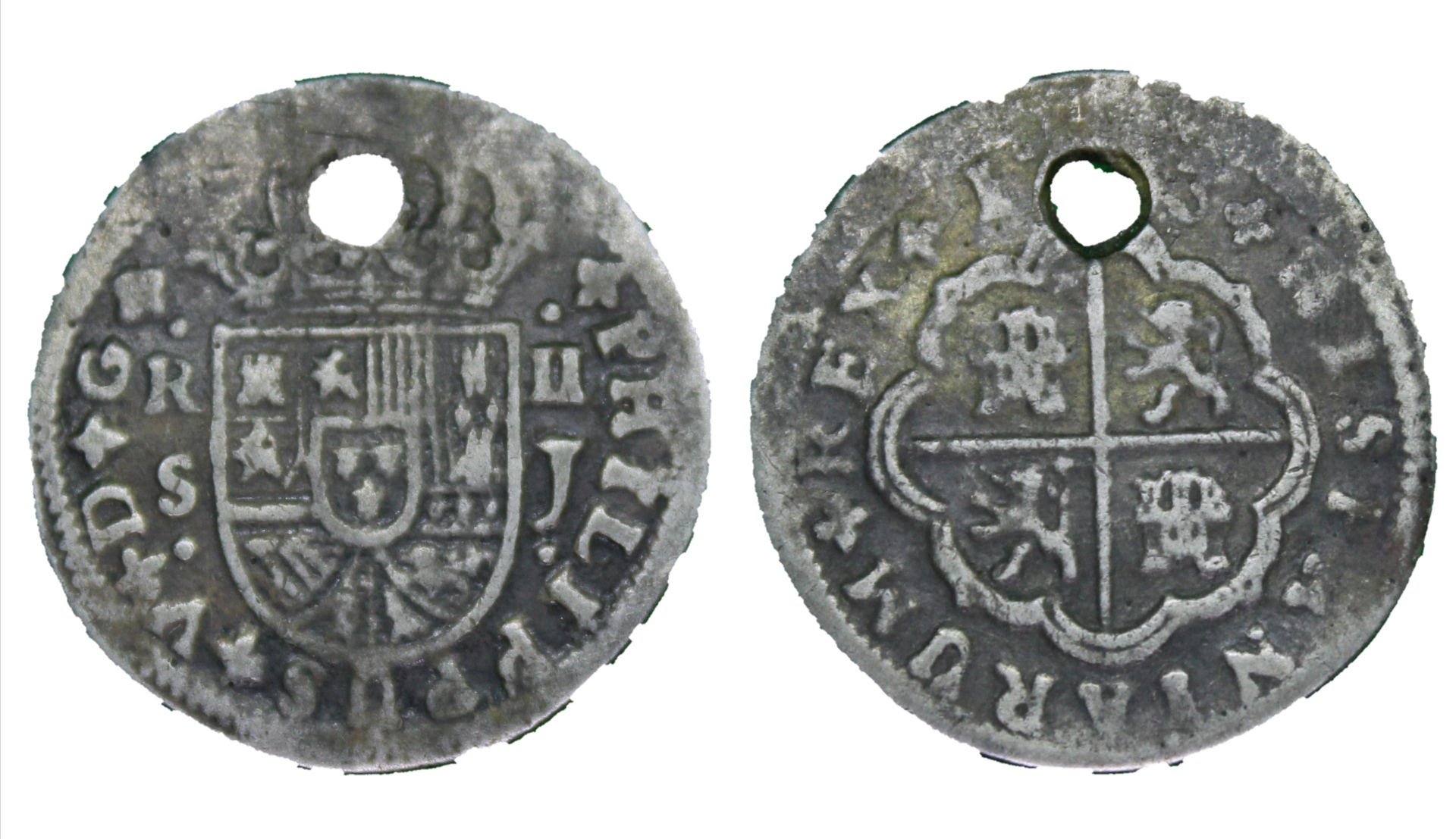
قطعة نقدية فضية

(خريطة توضح موقع الكنز)

## العرض والحفظ
يتم اليوم الاحتفاظ بالقسم الأكبر من هذا الكنز في متحف قصر الباشا في مدينة غزة، وبعض القطع في مجموعات خاصة مسجلة، أما باقي القطع فقد فُقدت أو تم الاستيلاء عليها.